# 金融政策委員会
金融政策委員会（きんゆうせいさくいいんかい、Monetary Policy Committee; MPC）はイングランド銀行に設置されている委員会。イギリスの政策金利などを決定するための会合が毎月開かれる。

## 概要
金融政策委員会は総裁、2名の副総裁、チーフ・エコノミスト、エグゼクティブ・ディレクター、4名の外部委員（外部委員は3年ごとに入れ替え。財務大臣より任命される）からなる9名の委員で構成され、それぞれ平等に1票ずつ有している。会合の議長は総裁が務め、最後に票を投じるのも総裁となっている。これは決定投票となった場合その票を実際上の決議とするからである。また会合には大蔵省の代表者が投票権を持たないオブザーバーとして参加する。会合の内容は行内エコノミストや地域代表者がイギリス経済、世界経済に関する資料の提示をし、それを各委員が精査するということが行われていて、決議を取りまとめる第一の目的は、政府が定めたインフレターゲットに基づき物価の安定を図ること。第二が成長や雇用に関わる政府の経済政策を支援することである。
毎月上旬の水曜日、木曜日の2日連続で開催され、決定金利は木曜日の会合後ただちに発表を行う。そしてその2週間後に公式サイトで議事録を公表、各委員の投票状況や決議に至った理由が説明される。この議事録を日本では一般的に「MPC議事録」、「BOE議事録」と呼ぶことが多い。

### 1998年イングランド銀行法
伝統的に政策金利などの決定は大蔵省が行っていたが、1997年5月6日に当時のブラウン財務大臣が1998年イングランド銀行法の枠組み指針を示すとともに、金利を決定するための運営責任をイングランド銀行に移譲した。ただし緊急時において政府はイングランド銀行に金利決定の指示を与える権限を有している。
1998年イングランド銀行法の下では、インフレ率が目標値（2004年1月以降、消費者物価指数（CPI）で2% ）の上下1%を越えると財務大臣宛てに申し開きの公開書簡を書くことが義務づけられている。2007年4月16日、インフレ率が目標値の2%を越えて3.1%に達したため、その理由を説明した公開書簡をキング総裁が当時のブラウン財務大臣宛てに書くという金融政策委員会設置以来初めての事態に至った。